# Lunda Bululu
Vincent de Paul Lunda Bululu (ur. 15 października 1942 w Mwena Mulota) – kongijski (zairski) polityk i prawnik, od 18 marca 1990 do 14 stycznia 1991 premier Demokratycznej Republiki Konga.
Ukończył studia prawnicze na Uniwersytecie w Lubumbashi, gdzie obronił doktorat i później wykładał. Pracował w biurze Wspólnoty Gospodarczej Państw Afryki Środkowej, gdzie był doradcą, a w 1984 i 1989 przewodniczącym. Służył jako doradca prezydenta Mobutu Sese Seko. Po tym, jak ten rozpoczął proces demokratyzacji Zairu w 1990, wyznaczył go najpierw na funkcję pierwszego komisarza, a po trzech miesiącach premiera rządu przejściowego; obowiązki szefa rządu Bululu pełnił przez rok. Od 1994 do 1995 był też ministrem spraw zagranicznych.
Po obaleniu Sese Seko założył ugrupowanie Kongijczycy dla Demokracji, które sprzeciwiało się jego następcy Laurentowi-Désiré Kabili. Po rozłamie w partii w 1999 pozbawiony jej przywództwa wyemigrował do belgii i w 2001 przystąpił do Ruchu dla Wyzwolenia Konga. Pozostawał członkiem komisji krajowej ds. dialogu i praw człowiek do grudnia 2004. W 2004 założył Zgromadzenie Socjalistów Federalistycznych. Jako jego kandydat zdobył 1,4% głosów w wyborach prezydenckich w 2006 roku. W 2007 wybrany na senatora.
Wydał później autobiografię dotyczącą czasów premierowania.